# Ypsilon2 Eridani
Ypsilon² Eridani (Theemin, υ² Eri) – gwiazda w gwiazdozbiorze Erydanu, odległa od Słońca o około 214 lat świetlnych. Jest to żółty olbrzym należący do typu widmowego G8.

## Nazwa
Tradycyjna nazwa gwiazdy, Theemin, przypuszczalnie wywodzi się od arabskiego ‏التوأم‎ Al Tau᾽am, co oznacza „bliźnięta” i odnosi się do pary tworzonej przez tę gwiazdę i pobliską υ¹ Eri. Dawniej nazwę tę odnoszono do siedmiu gwiazd, od υ¹ Eri do υ⁷ Eri. Międzynarodowa Unia Astronomiczna zatwierdziła użycie nazwy Theemin dla określenia tej gwiazdy.